# Општинска библиотека Петар Петровић Његош Медвеђа
Општинска библиотека Петар Петровић Његош у Медвеђи је јавна установа културе, основана 16. марта 1964. године под називом Јавна матична библиотека „Вук Караџић”.
Циљ оснивања је ширење општег образовања и културе, помагања научног и стручног рада и задовољавања културних потреба грађана, прикупљања и чувања библиотечког материјала и његовог давања на коришћење грађанима, радним организацијама, државним органима и другим организацијама. Основна делатност Библиотеке је обезбеђивање слободног, подједнаког и неограничеог приступа знању, идејама и информацијама, као и конструктиван допринос развоју демократске јавности и квалитету културног живота локалне средине.

## Историјат
По оснивању веома кратко је радила самостално, већ наставља са радом у оквиру тадашњег Народног универзитета, касније Народног  универзитета „Васо Смајевић”. Реализација програма је вршена у областима кинематографије, књижевности и библиотекарства, културно-уметничког аматеризма и гостовања позоришта и других ансамбала. Како је библиотекарство било само сегмент рада Народног универзитета недовољно је било и финансијских и кадровсих потенцијала за одвијање библиотечке делатности. Набавка књига пратила је потребе ученика основне и средње  школе. Библиотека је била смештена у згради Комитета, одакле је пресељена у једну просторију старе зграде Основне школе. Доношење Закона о библиотечкој делатности 1994. године донело је позитивне промене у погледу организације рада, правног уређења и осамостаљивања библиотеке и од тада Библиотека озбиљније приступа прикупљању, обради, чувању и коришћењу књига и остале библиотечке грађе.

## Библиотека данас
Библиотека  под садашњим именом постоји од 6. јула 1995. године када је Општинско веће општине Медвеђа донело Одлуку о оснивању Општинске библиотеке „Петар Петровић Његош”,  а у складу са Законом о библиотечкој делатности. Смештена је у згради  Културног центра на површини од 194 m². У десном крилу зграде на спрату су Позајмно одељење, Дечје одељење, као и канцеларија управе Библиотеке. У приземљу је Завичајно одељење где је смештен и Легат Добросава Туровића. Такође се повремено користи хол и биоскопска сала за различите манифестације, културно-уметничке програме.
Почев од 2012. године у Библиотеци је уведен јединствени систем обраде библиотечко-информационе грађе и извора (Cobiss). На тај начин је постала равноправни члан Виртуелне библиотеке Србије. Библиотека располаже фондом од преко 50.000 библиографских јединицa из свих области људског стваралаштва. То су дела домаће и светске књижевности, али значајно место имају публикације из области  науке, филозофије, психологије, религије, друштвених наука, природних наука, медицине, уметности и историје. 
Запослени у библиотеци су посебно поносни на Завичајни фонд и Легат Добросава Туровића који садржи богате збирке фотографија, плаката, разгледница, картографске грађе, старе тапије и спискове досељавања, преписе из бугарских и црногорских црквених и матичних књига рођених.